# تراجنسیتی

پرچم تراجنسیتی‌ها توسط مونیکا هلمز در سال ۱۹۹۹ با استفاده از ۳ رنگ طراحی شده است. آبی نمادی برای مردان، صورتی نماد زنان و رنگ سفید نماد افراد نان باینری است.

تراجنسیتی یا ترنسجندر (به انگلیسی: Transgender) افرادی هستند که هویت جنسیتی یا بیان جنسیت آن‌ها با جنسیت انتسابی هنگام تولدشان متفاوت است. تراجنسیتی یک مفهوم چتری است که علاوه بر زنان ترنس و مردان ترنس، افرادی را که منحصراً زن یا مرد نیستند، یعنی افراد نان‌باینری و جندرکوییر را نیز شامل می‌شود.
زنان ترنس، زن و مردان ترنس، مرد هستند حتی اگر اندام جنسی منتسب به هویت جنسیتی خود را نداشته باشند. واژه ترنس که مخفف عبارت ترنس‌جندر است، در این دو عبارت به عنوان صفتی برای زن و مرد به‌کار رفته است. به این معنی که جنسیت انتسابی هنگام تولد آن فرد با هویت جنسیتی‌اش متفاوت است. بیشتر افراد تراجنسیتی آشفتگی جنسیتی را در دوره‌ای از زندگی خود تجربه می‌کنند اما تنها برخی از آن‌ها خواستار پاسخ‌های پزشکی مانند جایگزینی هورمون، جراحی تطبیق و بازتایید جنسیت یا روان‌درمانی هستند.
تراجنسیتی بودن متفاوت از گرایش جنسی است و افراد تراجنسیتی گرایش‌های جنسی متفاوتی دارند.
تراجنسیتی نقطه مقابل هم‌سو جنسیتی است؛ هم‌سو جنسیتی فردی است که هویت جنسیتی و بیان جنسیت‌اش با جنسیت منتسب به او هم‌سو است.

## واژه‌شناسی
نخستین بار در سال ۱۹۶۵ جان الیون در کالج پزشکان و جراحان دانشگاه کلمبیا اصطلاح تراجنسیتی (ترنس‌جندر) را در کار تحقیقی خود بر روی بهداشت و آسیب‌شناسی جنسی استفاده کرد و در توضیح آن نوشت؛ «اصطلاح ترنس سکشوال که پیش‌تر استفاده شده بود، گمراه‌کننده است»
تراجنسیتی از دو بخش تَرا(trans) و جنسیت(gender) تشکیل شده است. تراجنسیتی یک فعل یا اسم نیست بلکه یک صفت است. سازمان گلاد و گاردین تأکید کرده‌اند که نباید از تراجنسیتی به عنوان اسم استفاده شود؛ مثلاً به جای «ترنس‌جندرها» بگوییم «افراد ترنس‌جندر»
تا اوایل سال ۲۰۰۰ میلادی اصطلاحات اصلی مورد استفاده افراد تراجنسیتی، (FtM) برای افرادی بود که از زن به مرد و (MtF) برای افرادی که از مرد به زن بود تغییر یافته بودند. این اصطلاحات اکنون به ترتیب با مرد ترنس و زن ترنس جایگزین شده‌اند همچنین اصطلاح غلط تغییر جنسیت با تطبیق و بازتایید جنسیت جایگزین شده است.

## آشفتگی جنسیتی
آشفتگی جنسیتی یا دیسفوریا جنسیتی، پریشانی و عدم رضایت فرد به دلیل عدم تطابق بین هویت جنسیتی و جنسیت انتسابی پس از تولدش است. این اصطلاح در سال ۲۰۱۳ با انتشار دی‌اس‌ام-۵ جایگزین برچسب تشخیصی اختلال هویت جنسیتی شد تا بدنامی اجتماعی مرتبط با بیماری و اختلال را از افراد تراجنسیتی بزداید
در سال‌های اخیر، بحث‌های زیادی بر سر این که چه افرادی را می‌توان تراجنسیتی نامید به وجود آمده و بسیاری از افراد و منابع روان‌شناسی بی‌قراری جنسیتی را از ملزومات ترنس بودن نمی‌دانند.

## گذار جنسیت
گذار جنسیت (به انگلیسی: Gender transitioning) فرایند هم سو کردن بیان جنسیت یا ویژگی‌های جنسی فرد با هویت جنسیتی است. گزینه‌های مختلفی برای گذار جنسیت وجود دارد. ممکن است فرد نام، ضمایر یا پوشش خود را تغییر دهد (گذار اجتماعی) یا تغییراتی در بدن از طریق دریافت هورمون و جراحی‌های تطبیقی ایجاد کند (گذار پزشکی). فرد تراجنسیتی ممکن است همه، چند یا یکی از روش‌های گذار جنسیت را انجام دهند یا تمایلی به انجام هیچ‌یک نداشته باشند.
اگر در فرایند گذار جنسیت نیاز به کمک پزشکی باشد از اصطلاح تطبیق و بازتایید جنسیت استفاده می‌شود.

## جنسیت غیر دودویی
جنسیت غیر دودویی (به انگلیسی: Non-binary gender) یا جنسیت کوییر (به انگلیسی: Genderqueer) گستره پیوسته‌ای از هویت‌های جنسیتی است که منحصراً مردانه یا زنانه نیستند و خصوصیاتی خارج از دودویی جنسیت دارند. افراد با هویت جنسیتی غیر دودویی می‌توانند زیر چتر تراجنسیتی قرار بگیرند، چراکه بسیاری از افراد با جنسیت غیر دودویی، خود را با جنسیتی متفاوت از جنسیت انتسابی هنگام تولد هویت‌یابی می‌کنند.
افراد با جنسیت غیر دوگانه ممکن است شامل این افراد باشند.
- افرادی که خود را با دو یا چند جنسیت هویت‌یابی کنند (دوجنسیتی یا سه‌جنسیتی)
- افرادی که هیچ جنسیتی ندارند (بی‌جنسیتی)
- افرادی که بین چند جنسیت در نوسان هستند (جنسیت سیال)[۱۹]
- افرادی که هویت جنسیتی خود را برچسب نمی‌زنند (جنسیت سوم)[۲۰]

## افراد ترنس در فضاهای زنانه و مردانه

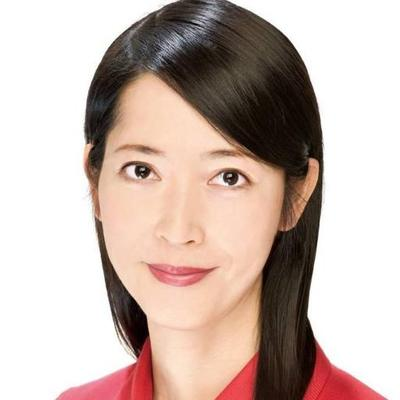
آیا کامیکاوا نخستین فرد آشکارا تراجنسیتی در انتخابات ژاپن

زنان ترنس که به هنگام تولد جنسیت پسر به آن‌ها منتسب شده اما جنس و جنسیت آن‌ها زن است، فارغ از این که عمل تطبیق و بازتایید جنسیت را انجام داده باشند یا خیر، در سال‌های گذشته توسط بخش بزرگی از مردم و همچنین مجامع رسمی و دولت‌ها جنسیت آن‌ها به عنوان یک زن پذیرفته شده و مردان ترنس به هنگام تولد جنسیت دختر به آن‌ها منتسب شده اما جنس و جنسیت آن‌ها مرد است نیز مرد شناخته شده‌اند. به همین سبب، زنان ترنس، وارد فضاهای مختص مردان و مردان ترنس وارد فضاهای مختص زنان شده‌اند. یکی از بحث برانگیزترین پیامدهای این موضوع، ورزش زنان است که برخی معتقدند با ورود زنان ترنس به بخش زنان، زنان سیس‌جندر از موفقیت کمتری در برابر زنان ترنس برخوردار خواهند بود. مخالفان این دسته اما معتقدند زنان ترنس، زن هستند و حق استفاده از تمامی فضاهای زنانه از جمله ورزش زنان را دارا می‌باشند. با اینحال، با این که دو دهه از اجازه ورود زنان ترنس به ورزش زنان در المپیک صادر شده، هنوز هیچ زن ترنسی به موفقیت در مسابقات دست نیافته. همچنین پژوهش‌های زیادی نشان می‌دهند زنان ترنسی که هورمون مصرف کرده‌اند، برتری خاصی نسبت به زنان سیس‌جندر در قابلیت‌های فیزیکی ندارند.